# Vorderer Brochkogel
De Vordere Brochkogel ([ˈfɔʁdəʀɐ ˈbʀɔχˌkoːɡl̩]ⓘ) is een 3565 meter hoge bergtop in de Weißkam van de Ötztaler Alpen in het Oostenrijkse Tirol.
De berg is de op vijf na hoogste top van de Ötztaler Alpen. De berg werd in het kader van militaire landopmeting voor het eerst beklommen in 1851. De eerste toeristische beklimming volgde in 1862, waar Franz Senn als een van de eersten de top bereikte.
De Vordere Brochkogel ligt hemelsbreed ongeveer vijf kilometer ten westen van Vent in het Ötztal, ongeveer twee kilometer ten westen van de Breslauer Hütte. Buurtoppen van de Vordere Brochkogel zijn, in het noorden, gescheiden door de Vernagtjoch (3400 meter), de Hintere Brochkogel (3635 meter) en in het noordoosten de Wildspitze (3772 meter). Naar het zuidoosten toe helt de Vordere Brochkogel in het Rofental af.
De normale route naar de Vordere Brochkogel loopt over de zuidelijke kam vanaf de Breslauer Hütte (2844 meter). Vanaf daar vanuit het westen over de weg 919 naar de Platteibach, daarna richting noorden langs de oostelijke oever hiervan over losliggend gesteente over een gemarkeerde weg in, volgens de literatuur, moeilijkheidsgraad I. Ook vanaf de westelijk gelegen Vernagthütte (2766 meter) is de top in drie uur te bereiken.